# واگرایش ناسازگار
واگرایش ناسازگار (به انگلیسی: Nonadaptive radiation) زیرمجموعه‌ای از واگرایش‌های فرگشتی (یا دسته‌های گونه‌ای) هستند که با تنوع مشخص می‌شوند که توسط تقسیم منابع ایجاد نمی‌شود. گونه‌هایی که بخشی از یک واگرایش ناسازگار هستند، تمایل به داشتن کنام‌های بسیار مشابه دارند و در بسیاری از موارد (اگرچه نه همه) از نظر ریخت‌شناسی مشابه خواهند بود. واگرایش ناسازگار توسط گونه‌زایی نابوم‌شناختی (Nonecological speciation) هدایت می‌شوند. در بسیاری از موارد، این گونه نابوم‌شناختی دگرجا است و جانداران از نظر پراکندگی محدود هستند به طوری که می‌توان جمعیت‌ها را از نظر جغرافیایی در یک چشم‌انداز با شرایط بوم‌شناختی نسبتاً مشابه جدا کرد. برای مثال، حلزون‌های زمینی Albinaria در جزایر مدیترانه و سمندرهای Batrachoseps از کالیفرنیا هر کدام شامل گونه‌های مشابه با پراکندگی نسبتاً محدود و نزدیک به هم هستند که اغلب دارای کمترین همپوشانی دامنه هستند، الگویی که با گونه‌های دگرجا و نابوم‌شناختی سازگار است. در موارد دیگر، مانند برخی از سنجاقک‌ها و جیرجیرک‌ها از هاوایی، می‌تواند در گونه‌های نزدیک به هم تداخل داشته باشد و این احتمال وجود دارد که گزینش جنسی (و شناسایی گونه‌ها) در حفظ (و شاید ارتقای آن به مرزهای گونه) نقش داشته باشد.